# Lycodon gracilis
Lycodon gracilis är en ormart som beskrevs av Günther 1864. Lycodon gracilis ingår i släktet Dryocalamus och familjen snokar. Inga underarter finns listade i Catalogue of Life.
Arten förekommer med flera från varandra skilda populationer i Indien, Sri Lanka och Myanmar. Den lever främst i torra skogar och i Sri Lanka i buskskogar som under monsunen får mycket regn.
Skogarna där arten lever omvandlas till jordbruksmark och samhällen. Hur beståndet påverkas är inte utrett. IUCN kategoriserar arten globalt som otillräckligt studerad.